# Niwy, Tỉnh West Pomeranian
Niwy [ˈnivɨ] (tiếng Đức: Haideschäferei) là một khu định cư ở khu hành chính của Gmina Karnice, thuộc Hạt Gryfice, West Pomeranian Voivodeship, ở phía tây bắc Ba Lan. Nó nằm khoảng 4 kilômét (2 mi)   phía tây Karnice, 19 km (12 mi) phía tây bắc Gryfice và 75 km (47 mi) phía bắc thủ đô khu vực Szczecin.
Trước năm 1945, khu vực này là một phần của Đức. Đối với lịch sử của khu vực, xem Lịch sử của Pomerania.
1. ↑  "Central Statistical Office (GUS) - TERYT (National Register of Territorial Land Apportionment Journal)" (bằng tiếng Ba Lan). ngày 1 tháng 6 năm 2008.